# Edward Salisbury Field
Edward "Ned" Salisbury, né le 28 février 1878 à Indianapolis, dans l'Indiana et mort le 20 septembre 1936 à Zaca Lake, est un auteur américain, dramaturge, artiste, poète et journaliste américain, qui a aussi fait une carrière de promoteur immobilier.

## Biographie
Edward Salisbury Field est né à Indianapolis de l'union de Edward Salisbury et Sarah Mills Hubbard. Après avoir été le secrétaire de Fanny Van de Grift, épouse de Robert Louis Stevenson, il est devenu le mari de sa fille Isobel Osbourne (belle-fille de Robert Louis Stevenson) et le beau-père du dramaturge Austin Forte (fils d'un mariage précédent d'Isobel Osbourne).
Edward Salisbury Field a d'abord été employé de William Randolph Hearst. Il a réalisé des dessins pour les journaux de Hearst  qu'il signait Childe Harold. Puis il est devenu le secrétaire, protégé et, éventuellement, l'amant[pourquoi ?] de Fanny Stevenson (qui était de 38 ans son aînée), après la mort de son mari Robert Louis Stevenson,.
Après la mort de Fanny en 1914, dont il ferme les yeux dans sa maison de Santa Barbara en 1914, et dirige l'enterrement, il épouse sa fille Isobel Osbourne, qui était de 20 ans son aînée, puis est devenu un des entrepreneurs à succès de la Californie du Sud, comme promoteur immobilier. Dans les années 1920, du pétrole a été découvert sur certains de ses biens, à Long Beach (Californie) et Signal Hill, ce qui fait de lui et de son héritière Isobel Osbourne, une des familles les plus riches du pays. En 1921, le pétrole est trouvé sur un terrain qu'il a fait acheter à Isobel Osbourne par l'intermédiaire de son père Edward Salisbury, et ils deviennent milliardaires. Grâce aux gisements de Long Beach et de Signal Hill, la Californie représentait effectivement en 1930 près du quart de la production mondiale de pétrole. Ce pétrole a été affecté par des séismes et pourrait avoir, d'après les scientifiques, joué un rôle dans les tremblements de terre de Santa Monica en 1930 et de Long Beach en 1933, d'une magnitude de 6,4 sur l'échelle de Richter, qui a fait 120 morts. Mais selon l'enquête de l'écrivain Alex Capus, les archives officielles recensant les propriétaires de terrains pétroliers dans cette région et à cette époque ne mentionnent nulle part celui de Edward Salisbury Field.
En 1926, il a acheté Zaca Lake et les terres environnantes à Figueroa Mountain, dans le comté de Santa Barbara, près de Los Olivos, en Californie. Sous l'impulsion de sa femme Isobel, la maison est devenue un lieu de rencontre populaire pour les auteurs et les acteurs.
Ses œuvres les plus connues sont les scénarios de films pour les Cloches de Mariage[Quoi ?] (basé sur sa pièce du même nom) et Twin Beds (basé sur un roman et de la partie suivante), une comédie loufoque (1913) qui a été portée à l'écran à quatre reprises. Il a été en 1933 le scénariste du film Les Quatre filles du docteurs March, deuxième adaptation du roman éponyme.
Il est mort le 20 septembre 1936, à Zaca Lake. Il était âgé de 58 ans.

## Œuvres
- The Quest, and Other Poems (1904)
- A Child's Book of Abridged Wisdom (1905)
- In Pursuit of Priscilla (1906)
- A Six-Cylinder Courtship (1907)
- Cupids Understudy (1909)
- The Sapphire Bracelet (1910)
- The Purple Stockings (1911)
- The Rented Earl (1912)
- Twin Beds (1913)